# Державний кордон Саудівської Аравії

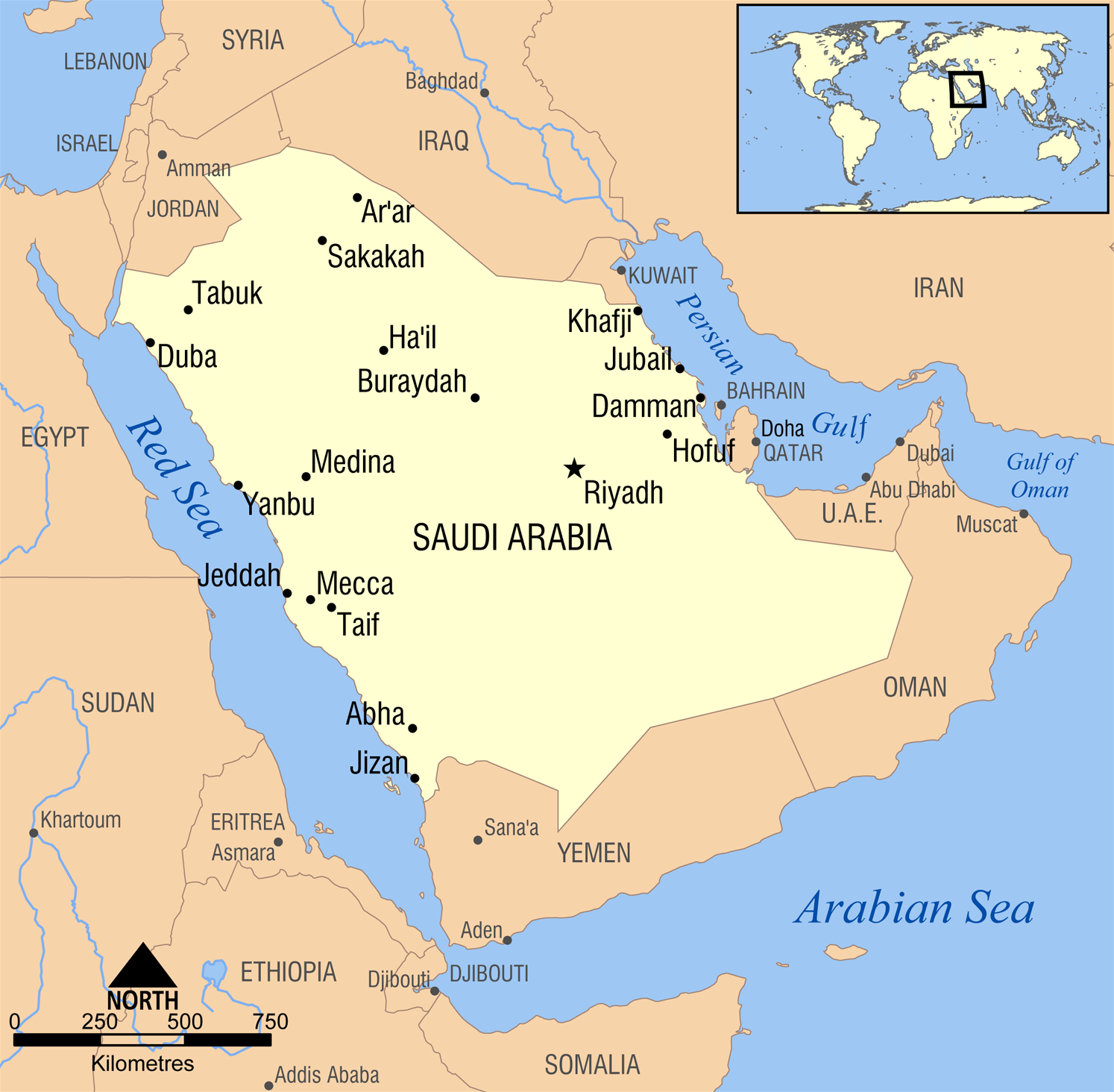
Карта Саудівської Аравії

Державний кордон Саудівської Аравії — державний кордон, лінія на поверхні Землі та вертикальна поверхня, що проходить по цій лінії, що визначають межі державного суверенітету Саудівської Аравії над власними територією, водами, природними ресурсами в них і повітряним простором над ними.

## Сухопутний кордон
Загальна довжина кордону — 4272 км. Саудівська Аравія межує з 7 державами. Уся територія країни суцільна, тобто анклавів чи ексклавів не існує.
Ділянки державного кордону
| Держава  | Ділянка         | Довжина (км) | Прикордонні регіони | Примітки |
| -------- | --------------- | ------------ | ------------------- | -------- |
| Ірак     | північ          | 811          |                     |          |
| Йорданія | північний захід | 731          |                     |          |
| Кувейт   | північний схід  | 221          |                     |          |
| Оман     | південний схід  | 658          |                     |          |
| Катар    | схід            | 87           |                     |          |
| ОАЕ      | схід            | 457          |                     |          |
| Ємен     | південь         | 1307         |                     |          |

## Морські кордони
Саудівська Аравія на сході омивається водами Перської затоки, на заході — Червоного моря Індійського океану. Загальна довжина морського узбережжя 2640 км. Згідно з Конвенцією Організації Об'єднаних Націй з морського права (UNCLOS) 1982 року, протяжність територіальних вод країни встановлено в 12 морських миль (22,2 км). Прилегла зона, що примикає до територіальних вод, в якій держава може здійснювати контроль, необхідний для запобігання порушень митних, фіскальних, імміграційних або санітарних законів, простягається на 18 морських миль (33,3 км). Протяжність континентального шельфу не визначена.